# Ike Anigbogu
Christopher Ike Anigbogu, né le 22 octobre 1998 à San Diego en Californie, est un joueur de basket-ball évoluant au poste de pivot.

## Biographie
À la fin de sa première saison en université avec les Bruins d'UCLA, il se présente à la draft 2017 de la NBA.